# Kulob
Kulob er en by i det sydlige Tadsjikistan, med et indbyggertal (pr. 2003) på cirka 82.000. Byen er hovedstad i et distrikt af samme navn, og ligger i provinsen Khatlon.
.